# أبو طيط سنغالي
أبو طيط سنغالي (الاسم العلمي: Vanellus lugubris) (بالإنجليزية: Senegal Lapwing)‏ هو نوع من الطيور يتبع جنس الأبو طيط من الفصيلة الزقزاقية.